# Улица Леонида Беды (Минск)
Улица Леонида Беды (бел. Вуліца Леаніда Бяды) — улица в Советском районе Минска, от улицы Сурганова (как продолжение улицы Куйбышева) до улицы Лукъяновича. Названа в честь дважды Героя Советского Союза Леонида Беды (1920—1976), советского лётчика, генерала-лейтенанта авиации. Протяжённость — около 2 км.

## История
Одна из новых улиц города. Проложена в 1970-годы по местности, известной как Комаровские выгон, лес и болото. До начала 1970-х годов район улицы был занят частной жилой застройкой. 
Проходит параллельно ранее существовавшей Восточной улице как продолжение улицы Куйбышева. Названа в 1976 году, после гибели в этом году Леонида Беды в автомобильной катастрофе. В 1979 году по проекту архитекторов Л. Клицуновой, М. Шавельзон, Н. Обуховой на улице было начато строительство небольшого микрорайона на 12 000 жителей. Жилые дома, запроектированные из блок-секций, имели здесь улучшенную планировку квартир. Строительство затянулось и закончилось уже в годы независимости Белоруссии.
В 1977 году на тогда Типографской (ныне — Сурганова) улице был построен жилой дом, известный как «Дом художников» (д. 42 и д. 44, его жильцами в разное время были народные художники Беларуси и БССР Виталий Цвирко, Павел Масленников, Александр Кищенко, Анатолий Аникейчик, Леонид Щемелев, Гавриил Ващенко, скульптор Андрей Заспицкий). В 1980 году на перекрестке улиц Сурганова и Беды открылся крупный универсам, названный в честь города Рига (ул. Фёдора Сурганова, 50, архитекторы Евгений Дятлов и Анатолий Желдаков).
Название улицы нравится не всем её жителям. Еще в 2003 году,  после смерти Владимира Мулявина, местные жители обратились в Мингорисполком с предложением переименовать ул. Л. Беды в честь знаменитого основателя ансамбля «Песняры», жившего по этой же улице в доме №13. Предложение было отклонено. В 2016 году в интернете появилась петиция с очередной просьбой переименовать улицу Л. Беды. Однако инициатива вновь не нашла поддержки у местных властей.
В д. 13 жил выдающийся музыкант, руководитель ансамбля «Песняры», Владимир Мулявин (мемориальная доска).